# Michelle Wolf
Michelle Wolf (Hersey, 21 juni 1985) is een Amerikaanse comédienne, schrijfster, producente en televisiepresentatrice. Ze werkte als medewerkster en schrijfster voor Late Night with Seth Meyers en The Daily Show.

## Carrière
Wolf werd geboren in Hershey, Pennsylvania. In 2007 stuurdere ze af als kinesioloog aan de College of William & Mary in Williamsburg, Virginia. Rond 2012 begon Wolf met improvisatietheater bij de  Upright Citizens Brigade en de Peoples Improv Theater (PIT). Haar eerste televisieoptreden was in juli 2014 bij Late Night with Seth Meyers. Ze verscheen meermaals in deze late-night show, vaak als het typetje "Grown-Up Annie"; de volwassen versie van "Annie" het weesmeisje.
In het Verenigd Koninkrijk was Wolf te zien in programma's zoals Live at the Apollo, 8 Out of 10 Cats en The Big Fat Quiz of the Year.
Van 27 mei 2018 tot 18 augustus 2018 had Wolf een eigen talk show op Netflix genaamd The Break with Michelle Wolf. Er kwam geen tweede seizoen vanwege tegenvallende kijkcijfers.